# Totogol

Il logo del Totogol

Il Totogol (acronimo di Totalizzatore dei gol) è stato un concorso a premi gestito dall'Amministrazione Autonoma dei Monopoli di Stato (AAMS), le cui modalità di partecipazione e di assegnazione dei premi sono regolamentate dal decreto 19 giugno 2003 del Ministero dell'Economia e delle Finanze, articoli 35 e seguenti.
Il gioco, ideato dal CONI nel 1992 (che prese spunto da un analogo concorso creato in Svezia), fu istituito per la prima volta in Italia a livello nazionale il 25 settembre (concorso numero 3) 1994, dopo una sperimentazione effettuata il 30 maggio (concorso numero 1) e il sei giugno (concorso numero 2) dell'anno precedente in un numero limitato di ricevitorie (un decimo circa del totale). 
A partire dall'8 gennaio 2022, il gioco è stato abolito insieme a Il 9 e Big Match in favore dell'introduzione del nuovo Totocalcio.

## Modalità di gioco
La prima versione chiedeva di indovinare le 8 partite (sulle 30 indicate), in cui sarebbero state segnate più reti. Nel 1998, le gare divennero 32.
Il regolamento in vigore dal 6 marzo 2010 al concorso 50 del 21 dicembre 2021 prevedeva che lo scommettitore dovesse indovinare, su una schedina recante 14 incontri, i 7 che registravano il maggior numero di goal segnati, in esatto ordine decrescente.
Lo scommettitore doveva indicare 7 incontri numerandoli da 1 a 7, indicando con tali numeri la posizione che ogni incontro avrà al termine, in base ai goal che questi suppone vi saranno marcati.
In presenza di uguale numero di gol realizzati in due o più partite, ai fini della determinazione della graduatoria che costituiva la colonna vincente, si teneva conto dei seguenti fattori:
- l'incontro con il maggior numero di reti segnate in trasferta vanta preminenza (per esempio, un incontro terminato 1-3 prevale su di uno terminato 2-2);
- in caso di parità di reti complessive e di reti segnate in trasferta, vanta preminenza l'incontro con il numero d'ordine più basso (ai fini della determinazione della combinazione vincente, se per esempio gli incontri 9 e 11 terminassero entrambi 2-3 e concorressero a formare la combinazione, il numero 9 avrebbe la precedenza).

Erano previsti premi per gli scommettitori che indovinano fino a un minimo di 4 risultati (la vittoria con 7 risultati è una vincita di 1ª categoria, a seguire le altre fino alla 4ª categoria).
Qualora la vincita di prima categoria (il 7) non venisse assegnata esso veniva aggregata al jackpot, che è il montante formato dalla somma delle vincite di prima categoria non assegnate nei concorsi precedenti.
Tale jackpot veniva azzerato ogni volta che uno o più scommettitori risultassero vincenti con 7 risultati indovinati su 7.
La divisione del montepremi è come segue:
- 20% (più eventuale jackpot) alle vincite di 1ª categoria
- 25% alle vincite di 2ª categoria;
- 25% alle vincite di 3ª categoria;
- 30% alle vincite di 4ª categoria.

### Regolamenti precedenti
Il regolamento precedente, in vigore fino al 5 marzo 2010 prevedeva che si dovesse indovinare, su di una schedina recante 14 incontri di calcio, il numero complessivo di reti segnate per ciascuno di essi. Le scelte disponibili per ogni incontro erano, in ordine crescente:
- 0-1: per pronosticare un numero di reti minore o uguale a uno;
- 2: per pronosticare un numero di reti pari a due;
- 3: per pronosticare un numero di reti pari a tre;
- 4+: per pronosticare un numero di reti uguale o superiore a quattro.

Il regolamento prevedeva 5 categorie di vincita, dalla più alta, la 1ª, per le colonne vincenti con 14 punti, alla 5ª, quelle vincenti con 10 punti.
Il montepremi era così suddiviso:
- 5% (più l'eventuale jackpot) alle vincite di 1ª categoria;
- 20% alle vincite di 2ª categoria;
- 20% alle vincite di 3ª categoria;
- 25% alle vincite di 4ª categoria;
- 30% alle vincite di 5ª categoria.

Per ogni categoria, il premio spettante alle colonne vincenti era calcolato suddividendo il quoziente di categoria per il numero di dette colonne.
Nel caso che, per un concorso, non vi fossero vincitori di 1ª categoria (con 14 punti), il premio non assegnato veniva aggregato al jackpot di 1ª categoria.
Prima ancora, fino al 2003, vi furono due diversi tipi di modalità di partecipazione, l'uno essenzialmente variante dell'altro.
Il metodo di gioco originale del 1994 prevedeva che, in una schedina riportante 30 incontri di calcio (successivamente aumentati a 32 nel 1998) lo scommettitore dovesse indovinare il numero d'ordine degli 8 incontri con il maggior numero complessivo di reti segnate. Le discriminanti in caso di parità di reti segnate erano le seguenti:
- l'incontro con il maggior numero di reti segnate in trasferta vantava preminenza (per esempio, un incontro terminato 1-3 prevaleva su di uno terminato 2-2);
- in caso di parità di reti complessive e di reti segnate in trasferta, vantava preminenza l'incontro con il numero d'ordine più basso (ai fini della determinazione della combinazione vincente, se per esempio gli incontri 11 e 27 fossero terminati entrambi 2-3 e avessero concorso ad entrare nella combinazione, il numero 11 avrebbe avuto la precedenza: la cosa era fondamentale qualora si dovesse determinare l'8º risultato utile della combinazione).
- in caso di annullamento, rinvio o sospensione di uno o più incontri, a tale o tali gare avrebbero dovuto essere assegnati i punteggi degli incontri con il numero d'ordine più basso tra quelli non compresi nella combinazione vincente, quindi in teoria dall'incontro numero 1 a seguire.

Furono previsti premi di 1ª, 2ª e 3ª categoria per premiare i vincitori con, rispettivamente, 8, 7 e 6 punti.
La variante introdotta nel 2002 aggiunse un pool di 4 incontri.
Fatto salvo il regolamento precedente, chi indovinava, oltre agli 8 tra i primi 32, anche quello con più reti segnate tra i 4 incontri supplementari, vinceva un bonus chiamato 8+1, che era una categoria di vincita a parte.

## L'"affaire" Rieti - Pomezia
Al regolamento originale è legato uno degli episodi più clamorosi della storia delle scommesse ufficiali in Italia, che ebbe anche risvolti sia giudiziari che disciplinari a livello di dirigenza sia del CONI che della Lega Nazionale Dilettanti di calcio.
Il 1º giugno 1997 era in calendario la 34ª e ultima giornata del campionato di Serie A 1996-1997; i 9 incontri della giornata erano regolarmente inclusi nella schedina del concorso n. 44/1997 del Totogol; insieme a essi, anche incontri di Serie B, C1, C2 e Dilettanti.
A causa del maltempo che quel giorno colpì l'Italia indistintamente da nord a sud (riportano pioggia battente le cronache di Juventus - Lazio 2-2 a Torino, Bologna - Inter 2-2, Sampdoria - Fiorentina 1-1 a Genova e Napoli - L.R. Vicenza 1-0) diversi incontri furono sospesi o rinviati; tra di essi anche alcuni compresi nel concorso Totogol n° 44.
Tra gli incontri in schedina, al n. 22 vi era anche Rieti - Pomezia, spareggio del campionato di Eccellenza laziale, di scena allo stadio Centro d'Italia di Rieti. Al 4' di recupero del secondo tempo, quindi a pochissimi secondi dalla fine dell'incontro, l'arbitro Salvatore Marrazzo espulse un giocatore del Pomezia. Trattandosi del quinto espulso della squadra pontina, a norma di regolamento, essendo una squadra rimasta in campo con meno di sette giocatori l'incontro doveva essere considerato immediatamente sospeso per impossibilità a proseguire. Il fiduciario del CONI presente all'incontro, tuttavia, non tenne nota di tutto ciò e comunicò via telefax alla sede centrale a Roma che l'incontro si era regolarmente concluso, cosa confermata dal referto arbitrale dal quale risultò che l'espulsione del quinto giocatore del Pomezia era avvenuta dopo il fischio finale.
La circostanza era importante perché, in caso di sospensione, essendo Rieti - Pomezia l'incontro sospeso con il numero d'ordine più basso, esso avrebbe dovuto assumere automaticamente il punteggio dell'incontro valido con il numero d'ordine - a sua volta - più basso, che nell'occasione era Bologna - Inter 2-2, il quale tra l'altro sarebbe entrato nella combinazione vincente, assommando un totale di 4 reti. La combinazione vincente fu 1, 7, 9, 13, 16, 20, 23 e 29 laddove, in realtà, avrebbe dovuto trovarsi anche l'incontro n° 22. Tale era, tra l'altro, il convincimento di un gruppo di scommettitori, tredici agenti di polizia di Stato della scuola ispettori di Nettuno (Roma), i quali avevano ricevuto rassicurazione da un loro collega presente allo stadio di Rieti che l'incontro era stato annullato e tolto di concorso a causa della quinta espulsione occorsa al Pomezia.
Quando questi si accorsero che, altresì, l'incontro Rieti - Pomezia era stato incluso nella serie degli incontri validi (quindi non considerato terminato, come l'incontro n° 1, sul 2-2), facendo così perdere loro una possibile vincita di circa 500 milioni di lire dell'epoca (una vincita di prima categoria più alcune vincite accessorie di seconda e terza categoria), fecero immediatamente un esposto alla magistratura ordinaria, che tuttavia non provocò alcuna ripercussione, al momento, né al CONI, né alla Federcalcio né tantomeno alla Lega Nazionale Dilettanti. Fu solo quando l'inchiesta giudiziaria arrivò all'arbitro Salvatore Marrazzo, sospettato di avere stilato un rapporto falso sì da permettere al funzionario deputato del CONI (che a sua volta si difese sostenendo di non conoscere né il regolamento del gioco del calcio, né quello del Totogol) di trasmettere un risultato valido, che lo stesso Marrazzo dichiarò di aver ricevuto pressioni dal presidente della LND, all'epoca Elio Giulivi, al fine di redigere un referto opportunamente ritoccato onde evitare l'esclusione di Rieti - Pomezia dal concorso Totogol del 1º giugno 1997 La denuncia di Marrazzo giunse nel novembre 1998 e a seguito di ciò il procuratore federale Carlo Porceddu chiese e ottenne il deferimento di Elio Giulivi alla Corte Federale della FIGC per violazione dell'articolo 1 dello Statuto federale, che impone il rispetto della lealtà sportiva.
Giulivi si dimise il giorno stesso del deferimento e nel marzo 1999 ricevette l'inibizione per un anno; anche il designatore arbitrale dei dilettanti, l'ex arbitro salernitano Pietro D'Elia (concittadino di Marrazzo) incorse nella stessa sanzione, mentre Salvatore Marrazzo fu dismesso dai ruoli federali, anche se sotto l'aspetto penale vi furono sia conflitti di competenza (non fu chiaro se a doversi occupare della questione dovesse essere il tribunale di Rieti, dove si svolse il fatto, o quello di Salerno, dove materialmente il referto fu ritoccato) sia valutazioni discordanti sul capo d'imputazione (non fu possibile far carico a Marrazzo dell'ipotesi di reato di falso ideologico in quanto un arbitro della FIGC non è pubblico ufficiale) e quindi si perse l'attenzione sul prosieguo giudiziario della vicenda, tanto che di fatto l'inchiesta giornalistica si esaurì sostanzialmente al momento dell'uscita di scena di tutte le figure coinvolte nella falsificazione del referto e con la successiva decisione del CONI (25 marzo 1999), di pagare i vincitori del concorso, inclusi interessi e spese legali, secondo la combinazione che avrebbe dovuto risultare se Rieti - Pomezia fosse stata effettivamente annullata fin dall'invio del referto arbitrale.
La combinazione vincente ufficialmente diramata il 2 giugno 1997 era la seguente:
- 1: Bologna - Inter 2-2
- 7: Imola - Riccione 4-3
- 9: Juventus - Lazio 2-2
- 13: Milazzo - Peloro 1-2
- 16: Narnese - Sambenedettese 3-3
- 20: Reggiana - Atalanta 0-3
- 23: Roma - Udinese 0-3
- 29: Verbania - Sanremese 3-4

Acquisendo Rieti - Pomezia il risultato dell'incontro n° 1 in schedina (Bologna - Inter 2-2), la combinazione vincente vide la fuoriuscita dell'incontro n. 13 (Milazzo - Peloro 1-2) e l'ingresso del n° 22 (Rieti - Pomezia convenzionalmente 2-2), per la combinazione 1; 7; 9; 16; 20; 22; 23; 29. Furono fatti salvi i premi già pagati all'epoca con la combinazione dovuta al referto falsificato (poco più di 290 milioni di lire agli “8”, circa 1,5 milioni di lire ai “7” e circa 40.000 lire ai “6”).